# Gewandhaus (Bautzen)

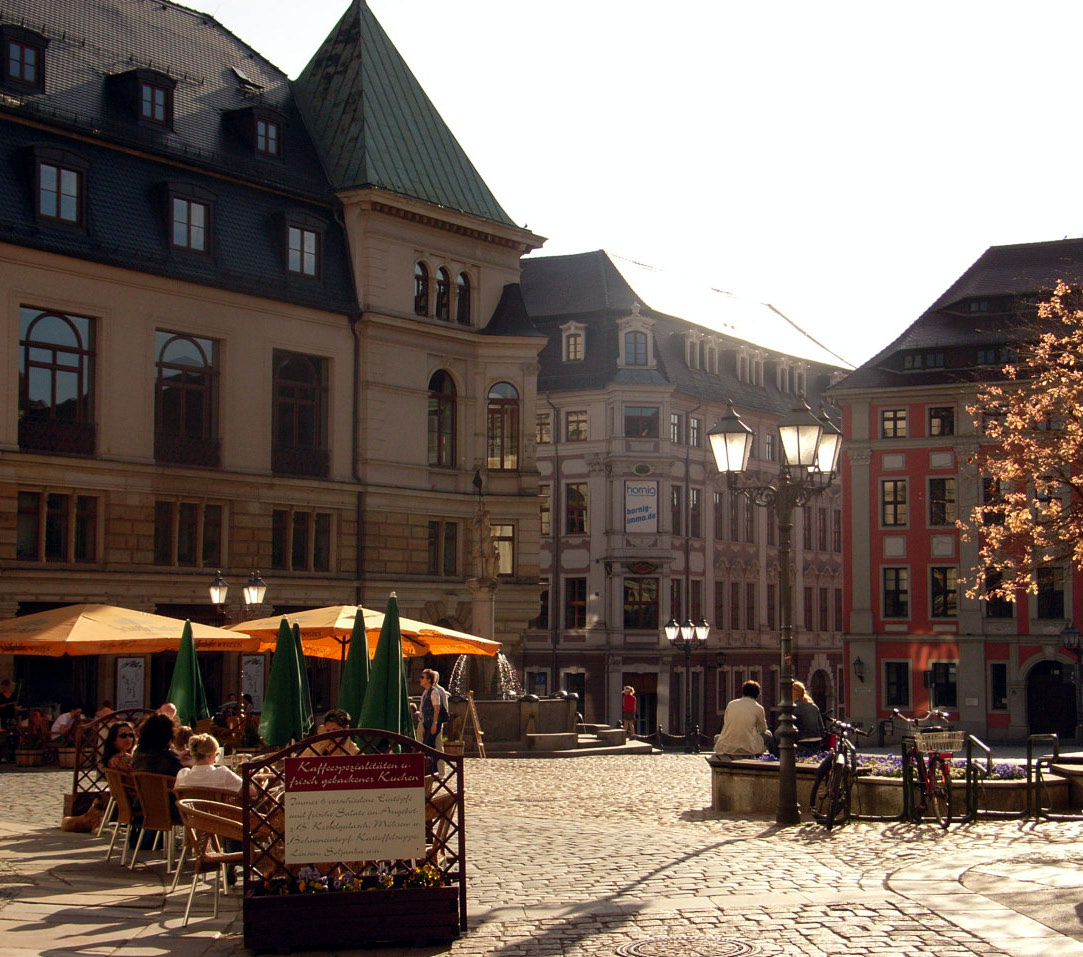
Der Hauptmarkt und das Gewandhaus (links)

Das Gewandhaus, obersorbisch Kupnica/sukelnica, ist ein historisches Gebäude an der Südseite des Hauptmarkts in Bautzen. Es befindet sich direkt gegenüber dem Bautzener Rathaus. Vor dem Haus steht der Marktbrunnen mit dem Ritter Dutschmann.

## Geschichte

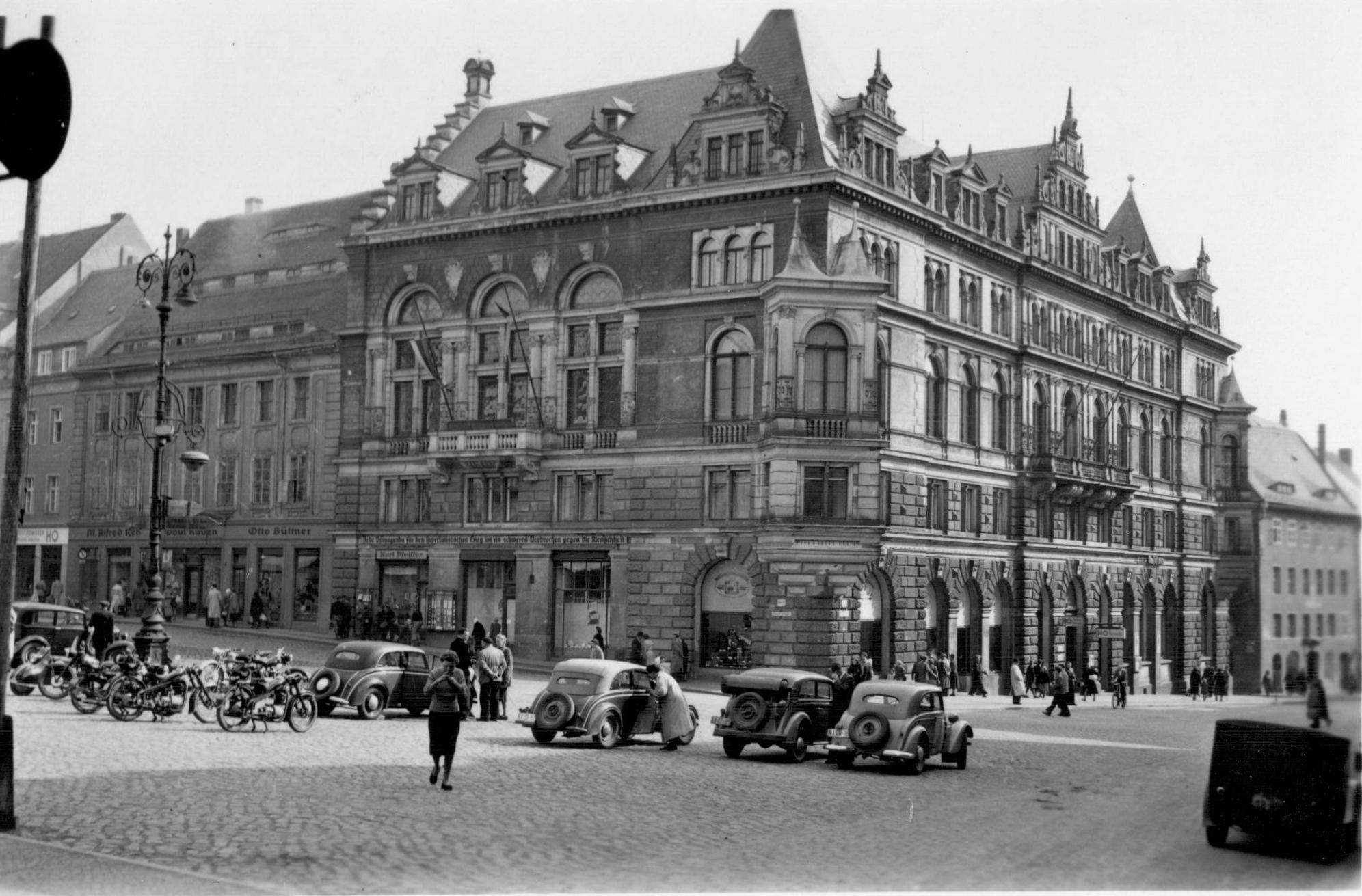
Das Gewandhaus vor Brand und Umbau (um 1954)

Im 13. Jahrhundert war das Handelsaufkommen in Bautzen so groß, dass um das Privileg zum Bau eines Kaufhauses nachgesucht wurde. 1284 wurde dieses erteilt und das erste Kaufhaus in der Oberlausitz erbaut. 200 Jahre später erforderte der weitere Handelsaufschwung den Bau eines größeren Kaufhauses mit Ratswaage und Weinkeller an der Inneren Lauenstraße (Bauzeit 1472 bis 1482). Beim großen Stadtbrand von 1634 wurde auch das Gewandhaus ein Opfer der Flammen. Die Notlage der Stadt durch den Dreißigjährigen Krieg ließ den Wiederaufbau erst 1666/1667 zu. Erst 1682 konnte die Überwölbung des Weinkellers wieder hergestellt werden. Bereits 1709 wurde das Haus erneut durch einen Stadtbrand zerstört, 1710 jedoch wiedererbaut. 1881 wurde das Gebäude – mit Ausnahme des Ratskellers – abgetragen und 1882–1883 nach Plänen der Dresdner Architekten Ernst Giese und Paul Weidner im Neorenaissance-Stil wiedererrichtet. So erhielt es seine heutige Gestalt. Unter dem Neubau ist der spätgotische Ratskeller erhalten geblieben; sein Sterngewölbe ruht auf einem einzigen granitenen oktogonalen Mittelpfeiler.

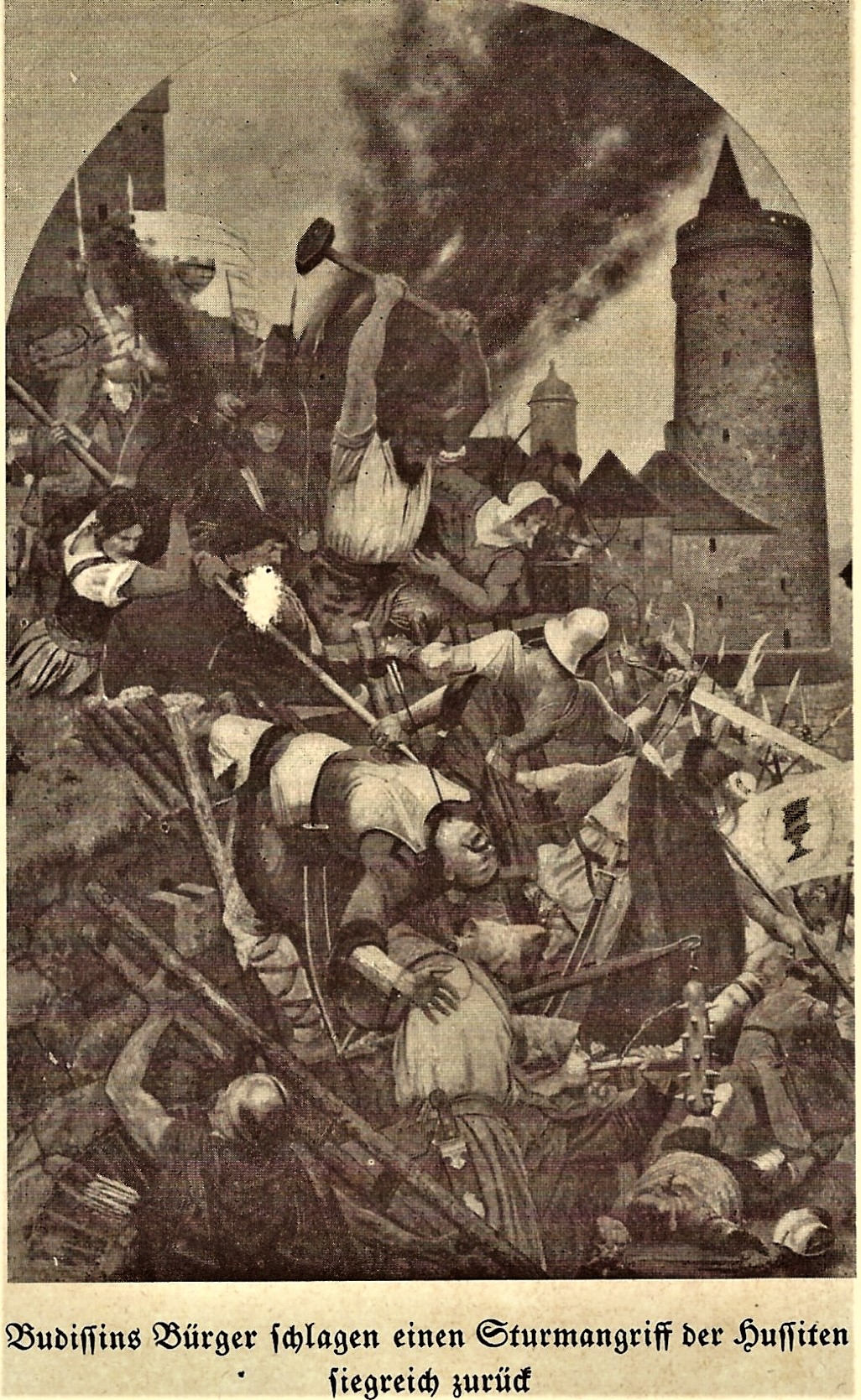
Historienbild von Georg Schwenk

Nach einem Brand 1976 mussten Teile des Gebäudes erneuert werden. Bei dem Feuer am 27./28. Oktober des gleichen Jahres wurde auch das Historiengemälde Bautzens Bürger schlagen im Jahre 1429 einen Sturmangriff der Hussiten erfolgreich nieder ein Opfer der Flammen. Das bis zur Katastrophe den Bürgersaal des Gewandhauses zierende Kunstwerk  hatte der Dresdener Künstler Georg Schwenk (1863–1936) um 1925 geschaffen. Der jetzige Giebel stammt von diesem Umbau. Im Gebäude befinden sich Teile der Stadtverwaltung, unter anderem das Standesamt, sowie eine Gaststätte.